# 西关小姐
西关小姐是20世纪初对广州西关一带的富家女子的称谓。

## 历史
因西关是资本家居住集中地，住在西关曾是身份象征，广州有俗语云“东山少爷、西关小姐”。西关小姐是西关文化的一个重要象征。

## 文化
受经济发展影响，该地区比较注重教育，西关小姐多为饱读诗书的富家小姐。西关小姐在文化内涵上的内在美，和衣着打扮上的外在美，是构成其与别不同特质的一个重要因素。